# 布托耶什蒂鄉
44°35′N 23°22′E / 44.583°N 23.367°E
布托耶什蒂鄉（羅馬尼亞語：Comuna Butoiești, Mehedinți），是羅馬尼亞的鄉份，位於該國西南部，由梅赫丁茨縣負責管轄，處於布加勒斯特以西220公里，每年平均降雨量1,068毫米，海拔高度113米，2007年人口3,368。